# Мілтон (Делавер)
Мілтон (англ. Milton) — місто (англ. town) в окрузі Сассекс штату Делавер США. Населення — 3291 особа (2020).

## Географія
Мілтон розташований за координатами 38°46′31″ пн. ш. 75°18′36″ зх. д. / 38.77528° пн. ш. 75.31000° зх. д. (38.775148, -75.309904).  За даними Бюро перепису населення США в 2010 році місто мало площу 4,92 км², з яких 4,67 км² — суходіл та 0,25 км² — водойми.

## Демографія
Згідно з переписом 2010 року, у місті мешкало 2576 осіб у 1101 домогосподарстві у складі 644 родин. Густота населення становила 523 особи/км².  Було 1340 помешкань (272/км²).
Расовий склад населення:
| - 75,8 % — білих - 16,3 % — чорних або афроамериканців - 0,7 % — корінних американців - 0,6 % — азіатів - 3,1 % — осіб інших рас |

До двох чи більше рас належало 3,5 %. Частка іспаномовних становила 9,4 % від усіх жителів.
За віковим діапазоном населення розподілялося таким чином: 21,4 % — особи молодші 18 років, 61,6 % — особи у віці 18—64 років, 17,0 % — особи у віці 65 років та старші. Медіана віку мешканця становила 39,8 року. На 100 осіб жіночої статі у місті припадало 86,9 чоловіків;  на 100 жінок у віці від 18 років та старших — 79,0 чоловіків також старших 18 років.
Середній дохід на одне домашнє господарство  становив 59 712 долари США (медіана — 46 643), а середній дохід на одну сім'ю — 70 951 долар (медіана — 61 750). Медіана доходів становила 37 500 доларів для чоловіків та 33 942 долари для жінок. За межею бідності перебувало 12,6 % осіб, у тому числі 7,6 % дітей у віці до 18 років та 13,8 % осіб у віці 65 років та старших.
Цивільне працевлаштоване населення становило 1192 особи. Основні галузі зайнятості: освіта, охорона здоров'я та соціальна допомога — 27,5 %, роздрібна торгівля — 18,6 %, мистецтво, розваги та відпочинок — 12,2 %, виробництво — 9,6 %.